# 世賢路
世賢路（ShiXian Rd.）為臺灣嘉義市西環狀的重要道路之一。共分為四段，其路名由來是為了紀念嘉義市升格省轄市後的第一位市長許世賢。北接忠孝路，南接吳鳳南路，其中高鐵大道至吳鳳南路路段編列為台18線的一部分。

## 行經行政區域
（由北至南）
- 東區（新生路至台鐵縱貫線）
- 西區（台鐵縱貫線至安業街）
- 東區（安業街－吳鳳南路）

## 車道配置
（由北至南）
- 忠孝路─自由路：
  - 快車道：雙向各三車道（全線禁行機慢車）
  - 慢車道：雙向各一車道
  - 設置中央綠化安全島及快慢車道綠化分隔島
- 自由路─高鐵大道：
  - 快車道：雙向各二車道，並各設有一大客車專用道（全線禁行機慢車）
  - 慢車道：雙向各一車道
  - 設置中央綠化安全島及快慢車道綠化分隔島
- 高鐵大道─新民路：
  - 快車道：雙向各三車道（全線禁行機慢車）
  - 慢車道：雙向各一車道
  - 設置中央綠化安全島及快慢車道綠化分隔島
- 新民路─吳鳳南路:雙向各二車道及中央綠化安全島，並各設有一機慢車道（內線禁行機慢車）

## 沿線設施
（由北至南）

### 世賢路一段
- 北香湖公園（公3主題公園）
- 嘉義BRT世賢八德站
- 嘉義市立世賢圖書館（685號）
- 嘉義市西區世賢國民小學 （页面存档备份，存于）（687號）
- 福容大飯店 （嘉義）（興建中）
- 嘉義BRT世賢北港站（北向）

### 世賢路二段
- 嘉義BRT世賢北港站（南向）
- 國立嘉義特殊教育學校（123號）
- 嘉義市立港坪運動公園 （页面存档备份，存于）（大同路320號）
- 臺中榮民總醫院嘉義分院（600號）
- 嘉義市立玉山國民中學 （页面存档备份，存于）（友忠路1號）

### 世賢路三段
- 嘉義市政府警察局第一分局 （页面存档备份，存于）八掌派出所（451號）
- 嘉義市運三壘球場 （页面存档备份，存于）（新民路599號）

### 世賢路四段
- 國立嘉義大學新民校區（新民路580號）
- 嘉義市西區志航國民小學 （页面存档备份，存于）（141號）